# 瀬織美津姫
瀬織 美津姫（せおり みつき、1997年7月4日 - ）は愛知県出身のアイドル、タレント。アーティストハウス・ピラミッド所属。2人組アイドルユニットTwo☆inkleの元メンバーである。

## 経歴
- 2012年に事務所に所属し、名古屋を中心に活動開始。[1]。
- 2014年2月、『聖霊少女 Arcana Parfait!』として活動するも、同年6月からはArcana Parfait!メンバーと２人組アイドルユニット『Two☆inkle』として活動し、1年間で定期公演を含み300本以上の公演を行っていた。2015年7月28日「Two☆inkle解散ライブ~まだ一等星になれてない！みんなと過ごした534日間の記録~」にて解散。
- 2015年9月から4人組バンド『ミオヤマザキ』の新曲「アイドル」を歌うメンバーに1000通の応募の中から選ばれた100人に合格し、2016年2月さらに100人から20人へしぼられたファン投票選抜で16位にランクイン。
- 2016年2月12日瀬織美津姫ソロとしてSONYMUSICよりメジャーリリース。
- 2017年2月16日からアーティストハウス・ピラミッドへ移籍する事を発表。
- 2017年4月25日「2017年ミスヤングチャンピオン」ファイナリスト[2][3]。
- 2018年11月24日、地元名古屋にて「帰ってきた一等星！一夜限りの限定復活~え？一等星見ないで平成終われるの？~」を開催。

## 人物
- 趣味は買い物、寝ること、アニメ鑑賞。
- 特技はバトントワリング。
- 2歳下の妹がいる。
- イメージカラーはピンク。
- 石原さとみの大ファンである。

## 出演

### 雑誌
- egg(大洋図書)記載
- 名古屋美少女アイドルフォトブック「fille」(流行発信)
- オカザえもんと岸田メル　ナゴヤアイドル★パーフェクトフォトブック(中日新聞出版社)
- ヤングチャンピオン (秋田書店)　-2017年4月11日号
- ヤングチャンピオン (秋田書店)　-2017年4月25日号

### 映画
- 「17さいの消息」-サキ役
- 「海蛍」-真耶役

### CM
- 資生堂 シーブリーズ / 名古屋地区ver篇 (2013年)

### MV
- ミオヤマザキ「アイドル」(2015年)

### 舞台
- チェンジオブワールド（2016/6/21(火)～6/26(日)、日暮里d倉庫） - 柚木雪菜役[4]

### ラジオ
- 「瀬織美津姫のあーだのこーだの！」(2018年)